# Musikprotokoll
Das Musikprotokoll (Eigenschreibweise: musikprotokoll) ist eine Festivalplattform für zeitgenössische und experimentelle Musik. Das 1968 von Emil Breisach gegründete Festival wird jährlich vom Österreichischen Rundfunk im Rahmen des Steirischen herbst veranstaltet. Die aufgeführten Werke werden von Radio Österreich 1 übertragen.
Das Musikprotokoll fungiert als eine Art Labor für neue musikalische Entwicklungen und steckt dabei ein heterogenes, zeitgenössisches Feld von Genres ab: Orchestermusik, Musik für Ensembles, Improvisation, Performance, Klanginstallation, in vielen Fällen sind es eigens für das Festival entwickelte und produzierte Arbeiten.

## Leitung und Kuratoren
- 1968–1970 Leitung: Ernst Ludwig Uray und Peter Vujica
- 1971–1973 Leitung: Karl Ernst Hoffmann und Peter Vujica
- 1974–1988 Leitung: Karl Ernst Hoffmann | Kuratoren: Karl Ernst Hoffmann, 1988 gemeinsam mit Georg Friedrich Haas
- 1989–1991 Leitung: Peter Oswald
- 1992–1994 Leitung: Solf Schäfer
- 1995–2006 Leitung: Christian Scheib
- 2007–2012 Leitung: Christian Scheib, Kuratoren: Susanna Niedermayr und Christian Scheib
- 2013–2019 Leitung: Elke Tschaikner, Kuratoren: Elke Tschaikner, Susanna Niedermayr, Christian Scheib und Fränk Zimmer
- 2020–heute Leitung: Elke Tschaikner, Kuratoren: Elke Tschaikner, Susanna Niedermayr, Christian Scheib, Rainer Elstner und Fränk Zimmer

## Das Musikprotokoll in EU-Netzwerken
2007 gründete das Musikprotokoll gemeinsam mit dem Club Transmediale und mehreren weiteren europäischen Veranstaltern das Festivalnetzwerk ECAS (European Cities of Advanced Sound), das sich wenig später zum Netzwerk ICAS (International Cities of Advanced Sound) erweiterte.
Das Musikprotokoll ist Teil von SHAPE (Sound, Heterogeneous Art and Performance in Europe) des EU Plattformprojektes für innovative Musik und audiovisuelle Kunst. 16 europäische Festivals und Kunstvereinigungen nominieren gemeinsam jedes Jahr vielversprechende Musiker und Künstler und präsentieren diese im Rahmen des Festivals.

## Emil Breisach Kompositionsauftrag
Seit 2013 vergibt das Musikprotokoll den Emil-Breisach-Kompositionsauftrag an Komponisten und Komponistinnen:
- 2013: Katharina Klement
- 2014: Erin Gee
- 2015: Wen Liu
- 2016: Gerhard E.Winkler
- 2017: Peter Jakober
- 2018: William Dougherty
- 2019: Oxana Omelchuck
- 2020: Andrea Sodomka
- 2021: Svetlana Maraš
- 2022: Shiva Feshareki

## Publikationen
- Das Rauschen. Hrsg. Sabine Sanio und Christian Scheib. Hofheim im Taunus: Wolke 1995. ISBN 3-923997-66-3
- Form - Luxus, Kalkül und Abstinenz. Hrsg. Sabine Sanio und Christian Scheib. Saarbrücken: Pfau 1999. ISBN 3-89727-085-4
- Bilder - Verbot und Verlangen in Kunst und Musik. Sabine Sanio und Christian Scheib (Hrsg.) Saarbrücken: Pfau 2000. ISBN 3-89727-130-3
- Europäische Meridiane. Neue Musik-Territorien in Europa. Reportagen aus Ländern im Umbruch. Hrsg. Susanna Niedermayr und Christian Scheib. Saarbrücken: Pfau, 2003. ISBN 3-89727-247-4
- Übertragung - Transfer - Metapher. Kulturtechniken, ihre Visionen und Obsessionen, Hrsg. Sabine Sanio und Christian Scheib. Bielefel: Kerber 2004. ISBN 3-936646-88-0

## CD/mp3/DVD
- 30 Jahre musikprotokoll. Moderne in Österreich 1968–1997. Edition Zeit-Ton. (CD-Box mit 6 CDs, 1997) ORF MP 30
- musikprotokoll 1997 (CD, 1997) MP97 ORF 15
- electronics musikprootkoll im steirischen herbst 1998. (CD, 1998)
- Dieb 13 - Restructuring (CD, 1999) ORF CD 260 charizma 13
- reMI AutomataINak (DVD, 2000) ORF DVD mp 00 705
- Alien City alien productions. (DVD, 2003) ORF DVD MP01 706
- 40x Gegenwart – 40x musikprotokoll. 40 Jahre musikprotokoll. (DVD, 2007) ORF DVD MP903
- musikprotokoll 2011 (MICA mp3 - Compilation, 2012) ONIEV00009000001
- Die Logik der Engel Musik aus dem 13., 14. und dem 21. Jahrhundert. (CD, 2017) ORF-CD 3199 LC 11428